# Cyrtophleba ruricola
Cyrtophleba ruricola är en tvåvingeart som först beskrevs av Johann Wilhelm Meigen 1824.  Cyrtophleba ruricola ingår i släktet Cyrtophleba och familjen parasitflugor. Arten är reproducerande i Sverige. Inga underarter finns listade i Catalogue of Life.